# Jozef Holthof
Jozef Holthof (Antwerpen, 27 mei 1890 – Edegem, 21 oktober 1960) was een Belgisch rooms-katholiek priester. 

## Levensloop
Jozef Holthof is de oudste uit zes kinderen van Frans Holthof, een bekend drukker uit Antwerpen, en Anna Van den Heuvel. Op 22 september 1913 droeg hij als jonge priester zijn eerste misviering op in de Sint-Augustinuskerk te Antwerpen en werd daarbij bijgestaan door zijn oom priester Van den Heuvel. Holthof was aalmoezenier bij het leger van 1914 tot 1918. Hij gaf nadien les aan het Sint-Pieterscollege te Ukkel en vele jaren aan de Katholieke Normaalschool, later Pius X-instituut genoemd. Op 15 september 1935 werd hij pastoor van de Sint-Rochus parochie te Deurne. Holthof was lid van de Orde van Sint-Benedictus en het Marialegioen. Hij trad in 1950 toe tot het "Comité voor Recht en Naastenliefde". Kort na het 40-jarig jubileum als priester, moest hij in 1955 vanwege gezondheidsredenen zijn functie doorgeven.
Op 21 oktober 1960 overleed hij in Edegem en werd aldaar begraven. Bij de uitvaart waren alle onderpastoors van de Sint-Rochusparochie die samen met Holthof de parochie leidden, aanwezig: A. Aarts, J. Tol, Van der Heyden, A. De Sutter en Van Gelder.  In 1991 werd zijn graf overgebracht naar de Sint-Rochus begraafplaats in Deurne.

## Pastoor Sint-Rochus

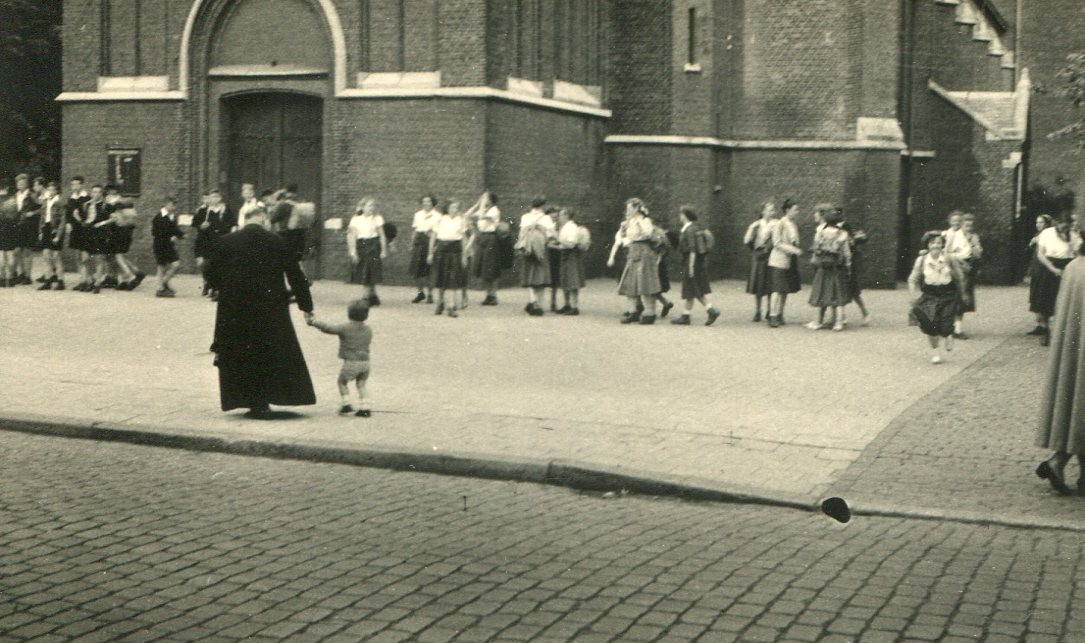
Holthof voor Sint-Rochuskerk

Pastoor Holthof was een weldoener en bekommerde zich over de zieken. Hij stond ook bekend als een vriend voor iedereen en in het bijzonder als kindervriend. Zijn missie was elke parochiaan te ontmoeten. Hij was daardoor zeer geliefd.  

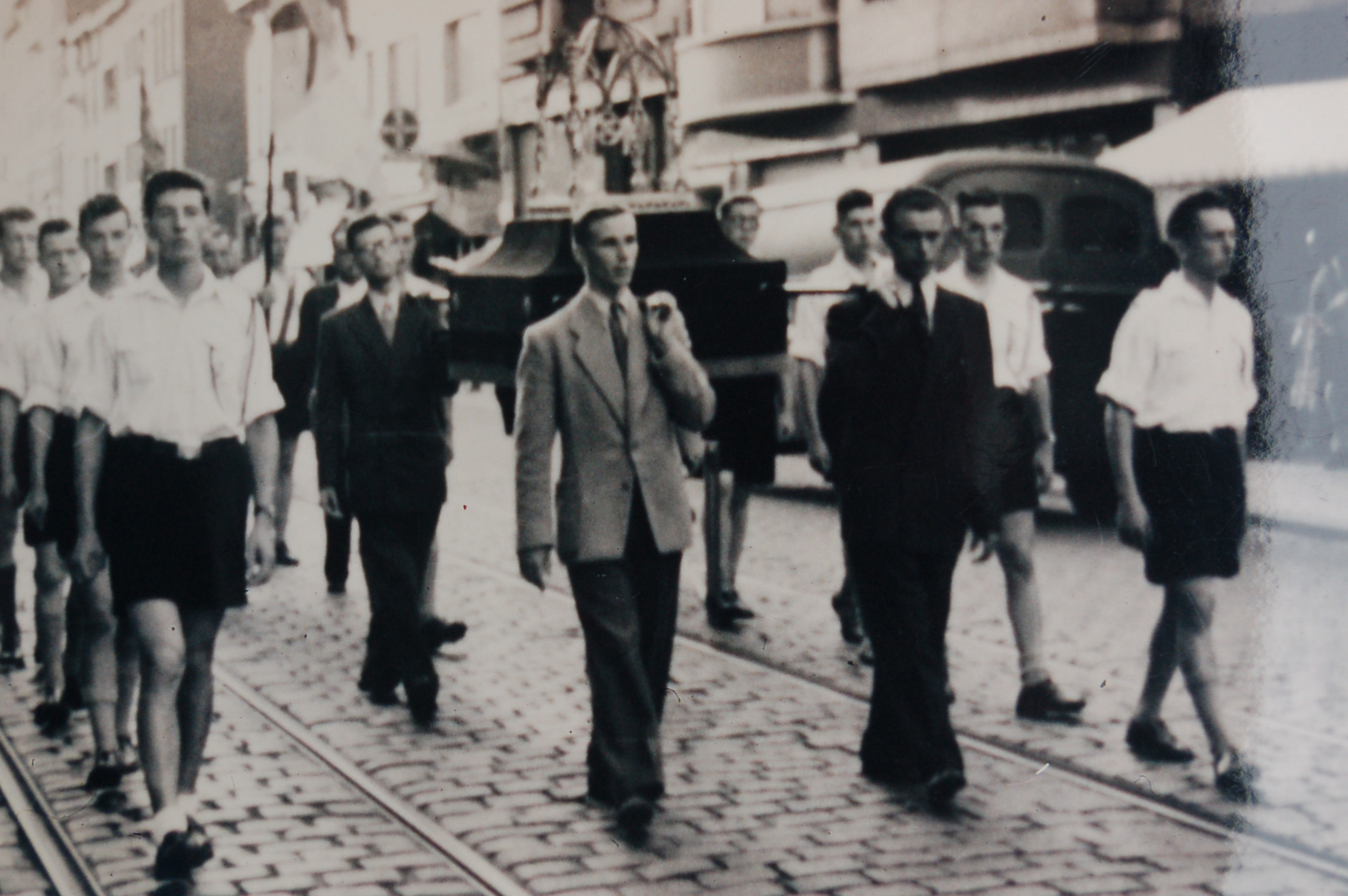
Processie: baljuw met standaard van Sint-Rochus omringd door de Chirojeugd Jongensbond

Tijdens zijn ambtsperiode werd in de Sint-Rochuskerk de zestigduizendste Deurnenaar gedoopt. Om in zo'n grote parochie alles in goede banen te leiden kreeg hij de hulp van zijn onderpastoors die de verantwoordelijkheid droegen voor de kerk, de jongensschool, het zangkoor, de Chirojeugd Jongensbond en Madeliefjes en het gildehuis Familia. Holthof hield zich voornamelijk bezig met de zieken en de kerkfabriek. 
Tijdens de oorlog kon iedereen schuilen in de pastorij en had hij de opdracht gegeven om van alle processiekleren en kerkuniformen kleding voor kinderen te maken. Pas in 1952 werd de processie door Holthof opnieuw in het leven geroepen, nadat de nodige financiële middelen gevonden werden.
Door burgemeester Dequeecker werd vijftien jaar na zijn dood een plein naar hem genoemd, het Pastoor Holthofplein.